# 113 (banda)

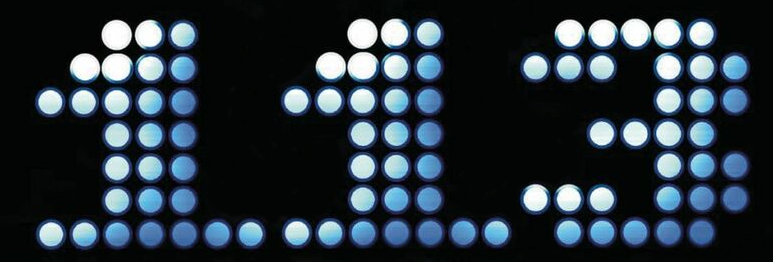
Logo número 113

113 es un grupo francés de hip hop de raíces africanas y caribeñas formado en el suburbio parisino de Vitry-sur-Seine. Su canción más famosa es Tonton du Bled (traducido como "tío del pueblucho"). El nombre del grupo viene del nombre del edificio de protección oficial en el que los miembros del grupo pasaron buena parte de su juventud, aunque también toma en cuenta el nombre del grupo de R&B estadounidense 112.

## Controversia
En noviembre de 2005, un diputado del partido francés UMP, François Grosdidier, incluyó al grupo en su denuncia contra los grupos de rap que, según él, incitaban al racismo y el odio. Multitud de personalidades de la izquierda le criticaron por considerar su acción un intento de censura.

## Miembros
- Rim'K - Abdelkrim Brahmi, nacido el 21 de junio de 1978, de origen argelino.
- Mokobé - Mokobé Traoré, nacido en 1979, de origen malí.
- AP - Yohann Duport, de origen de Guadalupe.

## Álbumes
- 1998: Ni Barreaux, Ni Barrières, Ni Frontières (EP)
- 1999: Les Princes De La Ville
- 2002: 113 Fout La Merde
- 2003: 113 Dans L'urgence
- 2003: La Cerise Sur Le Ghetto (Mafia K'1 fry)
- 2004: L'Enfant du pays (Rim'K)
- 2005: Zone Caraïbes (recopilación coproducida para A.P.)
- 2005: 113 Degrés
- 2006: Illégal Radio (mixtape producida para el sello Frenesik)
- 2007: Jusqu'à la mort (Mafia K'1 fry)
- 2007: Mon Afrique (Mokobé)
- 2007: Jusqu'à la mort reedición (Mafia K'1 fry)